# Elisabeth Mattisson
Elisabeth Mattisson, född Öberg 28 november 1922 i Karlskrona, död 6 januari 2013 på samma plats, var en svensk politiker. Hon var Blekinge läns första kvinnliga landstingsråd. Hennes namn är inskrivet i fundamentet till Karl XI:s staty på Stortorget, Karlskrona, tillsammans med ett trettiotal andra personer som har varit betydelsefulla för staden.

## Biografi
Mattisson föddes 1922 i Karlskrona. Hennes far Nils Öberg var tyghantverkare vid Ing2 i Karlskrona. Hennes mor, Anna Öberg (född Belin), arbetade som hushållerska hos rika familjer i Stockholm innan hon gifte sig med Nils Öberg. Efter det var hon hemmafru. När Ing2 lade ned 1928 flyttade familjen kort till Eksjö där fadern hade fått anställning, men då han avled 1929 flyttade familjen, då bestående av moder, Elisabeth och hennes syster, tillbaka till Karlskrona. De flyttade in i en trerumslägenhet på Amiralitetsgatan i Karlskrona, där ett av rummen hyrdes ut till en frisör. 
När Mattisson tog realexamen 1939 flyttade de till en lägenhet på Björkholmen, och Mattisson började då förvärvsarbeta. Hennes första arbete var hos en grossistfirma, där hon i samband med andra världskrigets utbrott förde statistik inför ransoneringen. Hon började 15 januari 1940 arbeta hos fackförbundet Försvarsverkens civila personals förbund i Karlskrona, bland annat med att få in avgifter från medlemmarna.1961 mottog hon stipendium till Kata Dalströms minne, för att göra studieresa i annat land. Hon gjorde studieresan hos Norsk Metallarbeiderförbund i Norge, där hon bland annat besökte varven i Horten och Bergen.
Mattissons engagemang inom arbetarrörelsen ledde också till politiska positioner. Hennes första uppdrag var i hemhjälpsnämnden. Då nämnden lades ned och uppgick i socialnämnden fick hon ett nytt uppdrag i idrotts- och fritidsnämnden. Hon fortsatte att arbeta inom Försvarsverkens civila personals förbund fram till 31 december 1979, då hon blev landstingsråd i Blekinge läns landsting, med ansvar för personalfrågor och folktandvård. Hon blev därigenom Blekinges första kvinnliga landstingsråd. Politiskt arbetade hon även hårt för idrott och museiverksamhet, liksom för miljön.
Tidigt började hon engagera sig för idrott, i synnerhet gymnastik och friidrott. Hon tävlade i gymnastik på elitnivå, och tog senare över som ledare och tränare. Hon var även med och introducerade badminton i Blekinge. Hon hyste även ett stort intresse för handboll.
Mattisson var engagerad i det lokala kulturarvet, bland annat genom sin roll som ordförande i Blekinge museum. Under ordförandeskapet lyfte hon inte minst fram idrottens historia. 1986 var hon även med och grundade Blekinge Idrottshistoriska Sällskap (BLIS). Hon blev sedermera hedersledamot i sällskapet, till sin bortgång.

## Arv
Vid Karl XI-statyn på Stortorget i Karlskrona har ett trettiotal namn förts in i fundamentet, karlskroniter som har haft betydelse för staden och som har valts ut av invånare i staden. Elisabeth Mattisson är ett av dessa namn.